# Detroit Stories
Albums de Alice Cooper
Paranormal
(2017) Road
(2023)
Detroit Stories est le 28e album studio du chanteur américain Alice Cooper sorti le 26 février 2021.
L'album rend hommage à l'héritage musical de la ville de Détroit dans l'État du Michigan, et plus particulièrement à la scène rock de Détroit du début des années 1970. Selon Alice Cooper, natif de cette ville, c'est aussi « le lieu de naissance du hard rock en colère ».

## Enregistrement
Detroit Stories a été enregistré principalement aux Rustbelt Studios à Royal Oak, dans la banlieue de Détroit, avec plusieurs musiciens locaux de renom comme Wayne Kramer, ex guitariste des MC5, Johnny "Bee" Bedanjek qui a joué avec Mitch Ryder, le bassiste de jazz Paul Randolph et les Motor City Horns, la section de cuivres qui a accompagné Bob Seger,.
Quatre chansons étaient sorties précédemment sur l'EP The Breadcrumbs EP publié en septembre 2019 en guise de préambule à l'album. Il s'agit des titres Detroit City 2020 (rebaptisé Detroit City 2021 sur l'album, qui est une nouvelle version de la chanson Detroit City qui figure sur l'album The Eyes of Alice Cooper, et sur laquelle joue justement le guitariste Wayne Kramer), Go Man Go, East Side Story et Sister Anne.
Parmi les chœurs, figurent entre autres Sheryl et Calico Cooper, respectivement l'épouse et la fille aînée d'Alice Cooper.

## Liste des chansons
| No  | Titre                                                         | Auteur                                                      | Durée |
| --- | ------------------------------------------------------------- | ----------------------------------------------------------- | ----- |
| 1.  | Rock & Roll (reprise du Velvet Underground)                   | Lou Reed                                                    | 4:43  |
| 2.  | Go Man Go                                                     | - Alice Cooper - Bob Ezrin - Tommy Henriksen - Wayne Kramer | 2:40  |
| 3.  | Our Love Will Change the World (reprise de Outrageous Cherry) | Matthew Smith                                               | 3:39  |
| 4.  | Social Debris                                                 | - Cooper - Ezrin - Neal Smith                               | 3:05  |
| 5.  | $1000 High Heel Shoes                                         | - Cooper - Ezrin - Kramer                                   | 3:29  |
| 6.  | Hail Mary                                                     | - Cooper - Ezrin - Henriksen                                | 3:15  |
| 7.  | Detroit City 2021                                             | - Cooper - Ezrin - Henriksen - Ryan Roxie - Chuck Garric    | 3:20  |
| 8.  | Drunk and in Love                                             | - Cooper - Ezrin - Dennis Dunaway                           | 3:52  |
| 9.  | Independence Dave                                             | - Cooper - Ezrin - Kramer                                   | 2:57  |
| 10. | I Hate You                                                    | - Cooper - Ezrin - Dunaway                                  | 2:34  |
| 11. | Wonderful World                                               | - Cooper - Ezrin - Henriksen - Tommy Denander               | 3:20  |
| 12. | Sister Anne (reprise de MC5)                                  | Fred "Sonic" Smith                                          | 4:47  |
| 13. | Hanging On by a Thread (Don't Give Up)                        | - Cooper - Ezrin - Henriksen                                | 3:36  |
| 14. | Shut Up and Rock                                              | - Cooper - Ezrin - Henriksen - Denander                     | 2:09  |
| 15. | East Side Story (reprise de Bob Seger & The Last Heard)       | Bob Seger                                                   | 2:52  |

## Classements hebdomadaires
| Classement (2021)                  | Meilleure place |
| ---------------------------------- | --------------- |
| Allemagne (Media Control AG)       | 1               |
| Australie (ARIA)                   | 3               |
| Autriche (Ö3 Austria Top 40)       | 3               |
| Belgique (Flandre Ultratop)        | 17              |
| Belgique (Wallonie Ultratop)       | 7               |
| Canada (Canadian Albums Chart)     | 56              |
| Espagne (Promusicae)               | 21              |
| États-Unis (Billboard 200)         | 47              |
| Finlande (Suomen virallinen lista) | 6               |
| France (SNEP)                      | 37              |
| Italie (FIMI)                      | 39              |
| Norvège (VG-lista)                 | 22              |
| Pays-Bas (Mega Album Top 100)      | 51              |
| Royaume-Uni (UK Albums Chart)      | 4               |
| Suède (Sverigetopplistan)          | 7               |
| Suisse (Schweizer Hitparade)       | 3               |